# Рашка Граштиця
Ра́шка Грашти́ця (болг. Рашка Гращица) — село в Кюстендильській області Болгарії. Входить до складу общини Невестино.

## Населення
За даними перепису населення 2011 року у селі проживали 168 осіб, усі — болгари.
Розподіл населення за віком у 2011 році:
Динаміка населення: